# Max Stegemann

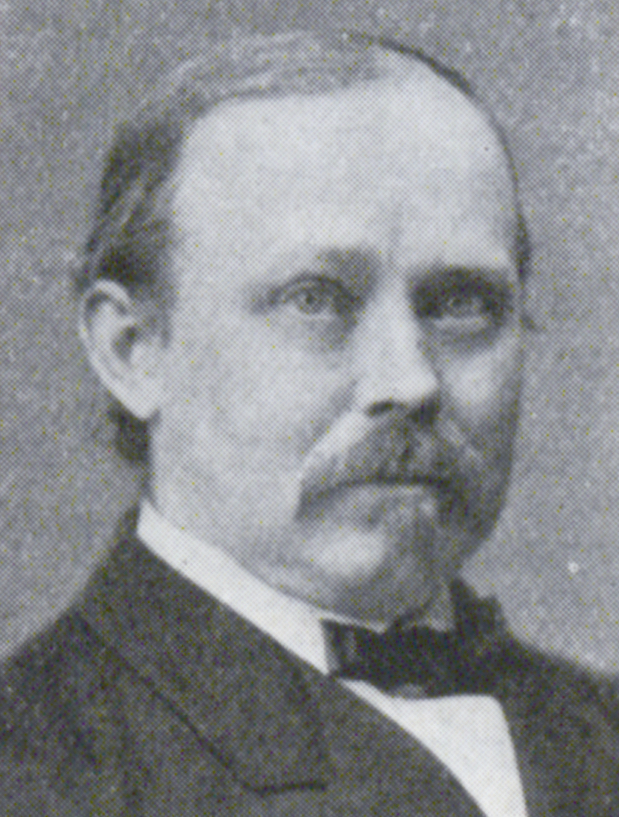
Max Stegemann

Max Stegemann (* 13. Januar 1831 in Wilster; † 10. Dezember 1872 in Hannover) war ein deutscher Mathematiker und Hochschullehrer.

## Leben
Max Stegemann studierte nach Abschluss der Schule an der Polytechnischen Schule Hannover Ingenieurwissenschaften. Hier schloss er sich 1849 dem Schleswig-Holsteinischen Verein an. Am 18. November 1852 gehörte er zusammen mit Christian Otto Mohr zu den Stiftern der Landsmannschaft Slesvico-Holsatia, des späteren Corps Slesvico-Holsatia. Nach dem Studium am Polytechnikum absolvierte er ein Universitätsstudium in Mathematik, das er als Dr. phil. abschloss. Als Professor der Mathematik und Lehrstuhlinhaber der Polytechnischen Schule Hannover erlangte er weit über seinen frühen Tod im Jahre 1872 hinaus Bekanntheit durch das in zwei Bänden speziell für Ingenieure herausgegebene Lehrbuch Grundriß der Differential und Integralrechnung. Das Lehrbuch erschien bis 1923 in insgesamt 14 Auflagen. Ab der 3. Auflage war J. Franz Meyer Mitautor. Mit der 5. Auflage von 1888 wurde es von Ludwig Kiepert stark überarbeitet, wodurch Kiepert neben Stegemann als Mitautor erschien. Nach Kieperts Tod wurde es nicht weiter aufgelegt.

## Auszeichnung
- 1857 ernannte ihn Slesvico-Holsatia zum Ehrenburschen.

## Schriften
- Sammlung von Zeichnungen landwirthschaftlicher Maschinen, 1857 (zusammen mit J. C. Lange).
- Grundriss der Differential- und Integral-Rechnung. Differential-Rechnung, 1862.
- Grundriss der Differential- und Integral-Rechnung. Integral-Rechnung, 1863.
- Grundriss der Differential- und Integral-Rechnung: mit Anwendungen. Differential-Rechnung, Band 1, 2. Auflage, 1873.
- Grundriss der Differential- und Integral-Rechnung: mit Anwendungen. Integral-Rechnung, Band 2, 2. Auflage, 1873.